# Франсоа Клузе
Франсоа Робер Пол Клузе (фр. François Robert Paul Cluzet; 21. септембар 1955) француски је позоришни и филмски глумац и продуцент, познат по драмским улогама. Један је од популарнијих глумаца у Француској, добитник је награде Сезар (2007).
Познат је по филмовима Не реци ником (2005) и Недодирљиви (2011).